# Pi Gros del Retaule
El Pi Gros del Retaule (Pinus nigra subsp. salzmannii) és un arbre que es troba a la Sénia (el Montsià), el qual és la pinassa més alta i gruixuda de tot Catalunya i la de més diàmetre de la península Ibèrica.

## Dades descriptives
- Perímetre del tronc a 1,30 m: 4,60 m.
- Perímetre de la base del tronc: 7,32 m.[2]
- Alçada: 31,5 m.
- Amplada de la capçada: 22,5 m.
- Altitud sobre el nivell del mar: 852 m.

## Entorn
Creix en una pineda força espessa, on es poden observar altres arbres que apareixen secundàriament, com faigs i blades, i arbusts com el boix. Els acompanyen altres plantes: heura, galzeran i marxívol.

## Aspecte general
Està sa, tot i que té diverses pelades a la soca, algunes de les quals és considerable i arriba a ocupar més d'un 30% d'aquesta. El tronc pateix d'una esquerda des del 2006 a conseqüència del moviment de torsió que li provoca el vent. S'hi han col·locat uns tensors que subjecten la capçada del pi a terra (es tracta d'un dels treballs més importants dels que s'han fet als Arbres Monumentals), però un acte vandàlic els ha deixat afluixats i sense servei. No s'observen patologies ni plagues remarcables. Destaca per sobre de la resta de pins, de manera molt prominent, i el tronc és espectacular (completament cilíndric i ben dret). La seua base mostra dues ferides cicatritzades: la més gran és el senyal d'un antic tall realitzat per tal d'extreure'n la resina (per obtenir-ne colofònia), mentre que l'altre tall és més reduït i horitzontal, i marca l'extracció de la denominada teia, la qual era usada com a encenall. Se li calcula una edat de més de 700 anys i fou declarat el 1992 Arbre Monumental per la Generalitat de Catalunya.

## Curiositats
Fou respectat dels aprofitaments fustaners perquè va fer de fita entre dues finques.

## Accés
Està situat al Parc Natural dels Ports. Des de la Sénia, agafem la carretera que duu a Fredes i, just passat el pantà d'Ulldecona, la pista forestal que s'enfila a mà dreta. Un parell de quilòmetres després hi ha una bifurcació, de la qual hem de triar la pista de la dreta, que recorre el barranc de la Fou. Continuem i passem per la font del Teix. Aquest tram és força llarg -té uns 15 quilòmetres- i s'aconsella fer la pista amb un vehicle tot terreny o bé a peu. Hi ha un moment en què apareix un revolt obert a mà esquerra amb certa pujada (just allà hi ha un caminet a mà dreta que duu a la font del Retaule). Des d'allà seguim un corriol agrest i inclinat que ens durà als peus del pi al cap de cinc minuts. GPS 31T 0269071 45114222.